# GEICO
Government Employees Insurance Company (GEICO) es una compañía de seguros de automóviles estadounidense con sede en Chevy Chase (Maryland). Es la segunda aseguradora de automóviles más grande de los Estados Unidos, después de State Farm. GEICO es una subsidiaria de propiedad absoluta de Berkshire Hathaway, que en 2017 proporcionaba cobertura para más de 24 millones de vehículos de motor propiedad de más de 15 millones de asegurados. La agencia de seguros vende pólizas a través de agentes locales, por teléfono directamente al consumidor y a través de su sitio web.
GEICO también ofrece seguros de propiedad, así como coberturas paraguas que GEICO vende, pero el riesgo de las pólizas se transfiere a terceras empresas. GEICO gestiona las pólizas en calidad de "agente de seguros" y cuenta con un equipo de atención al cliente independiente que se ocupa de las pólizas de propiedad y paraguas.

## Historia
Leo Goodwin Sr. y su esposa Lillian Goodwin fundaron la empresa en 1936 para vender seguros de automóvil a los empleados del gobierno federal. Desde 1925, Goodwin trabajaba para USAA, una aseguradora especializada en asegurar únicamente al personal militar. Decidió fundar su propia empresa tras ascender todo lo que un civil podía llegar en la jerarquía de USAA, dominada por militares. Los Goodwin financiaron la creación de GEICO con 25.000 dólares de su propio dinero y 75.000 dólares del banquero Cleaves Rhea, de Fort Worth (Texas), con la asistencia jurídica del futuro director general de GEICO, Lorimer Davidson. Basándose en la experiencia de Goodwin en USAA, el modelo de negocio original de GEICO se basaba en el supuesto de que los empleados federales, como grupo, constituirían un grupo de asegurados menos arriesgado y más estable financieramente en comparación con el público en general.[cita requerida]
En 1937, los Goodwin trasladaron GEICO de San Antonio, Texas, a Washington D. C., y reincorporaron la empresa como una corporación de D.C. tras darse cuenta de que su modelo de negocio funcionaría mejor en el lugar con la mayor concentración de empleados federales.

## Deportes de motor

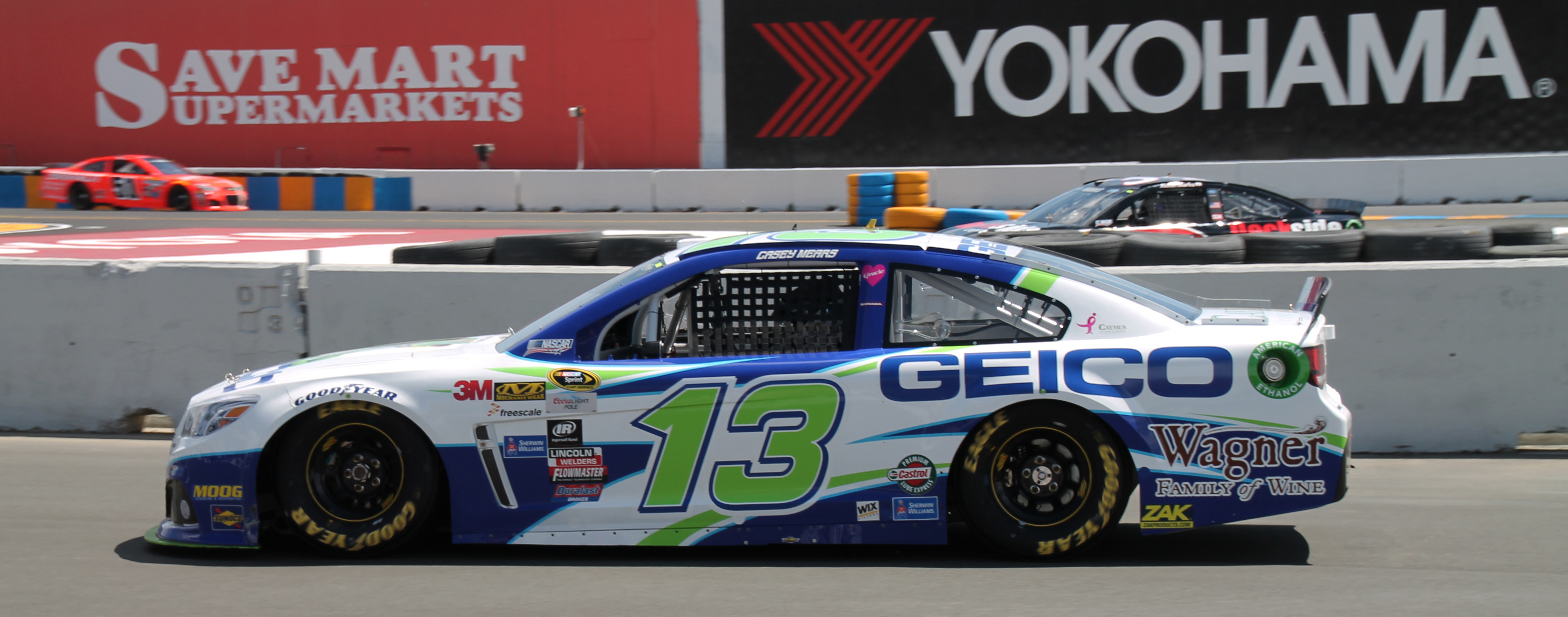
El Chevrolet SS nº 13 de GEICO conducido por Casey Mears durante la clasificación de la Toyota/Save Mart 350 de 2015

GEICO lleva mucho tiempo participando en el patrocinio de deportes de motor. Desde 2008, la empresa ha patrocinado al equipo Germain Racing, primero en la NASCAR Nationwide Series con Mike Wallace, y más tarde en la NASCAR Cup Series con Max Papis y Casey Mears. Ty Dillon, nieto de la leyenda de las carreras Richard Childress, comenzó a conducir el Chevrolet GEICO No. 13 en la temporada 2017. En 2020, GEICO se convirtió en socio principal de la Cup Series, compartiendo los derechos de patrocinio del título con Busch Beer, Coca-Cola y Xfinity. Germain y GEICO se separaron a finales de 2020, pero la carrera de primavera de la NCS en Talladega sigue siendo patrocinada por ellos.
GEICO también tiene presencia en la PPL (Pro Pulling League) patrocinando a Joe Eder y su tractor de arrastre Super Modified.

## Demandas judiciales
En octubre de 2015, la Federación de Consumidores de California demandó con éxito a la empresa por 6 millones de dólares tras alegar discriminación basada en la ocupación, el nivel educativo y otras características personales.
En diciembre de 2016, un jurado federal de Miami concedió 2,7 millones de dólares a una familia que demandó a la compañía, alegando que esta actuó de mala fe.
En mayo de 2019, el Tribunal de Apelaciones de California para el Segundo Distrito afirmó una sentencia de 1 millón de dólares por daños punitivos en una acción de mala fe de seguros contra GEICO (específicamente, negativa de mala fe a llegar a un acuerdo). Esto se sumó a una indemnización de 313.000 dólares por daños compensatorios (que GEICO no había impugnado en la apelación). Esto se sumaba a una indemnización de 313.000 dólares por daños y perjuicios (que GEICO no había impugnado en apelación).
En junio de 2022, una mujer de Missouri fue indemnizada con 5,2 millones de dólares tras demandar a la compañía, alegando que había contraído una enfermedad de transmisión sexual al mantener relaciones sexuales en un coche asegurado por GEICO. En enero de 2023, el Tribunal Supremo de Missouri anuló por unanimidad la sentencia y devolvió el caso para que se continuara el procedimiento porque los tribunales inferiores no habían dado a GEICO una oportunidad adecuada de intervenir en el caso para proteger sus intereses.